# Launsbach
Launsbach ist der kleinste der drei Ortsteile der Gemeinde Wettenberg im mittelhessischen Landkreis Gießen.

## Geographie
Launsbach liegt etwa drei Kilometer westlich von Gießen. Das Dorf liegt am Osthang des Wettenbergs. Der ursprüngliche Ortskern, in dem noch heute die alte Kirche steht, befindet sich am Fuß dieses kleinen Berges.

## Geschichte

### Ortsgeschichte
Erstmals urkundlich erwähnt wurde Launsbach 1242 als Giselbert von Eschborn dem Wetzlarer Marienstift eine Hufe (einen Bauernhof) in Werdorf schenkte. Einer der Vorbesitzer dieser Hufe soll laut Schenkungsurkunde ein Reinher von Launsbach (Luinspach) gewesen sein.
Launsbach wird damit zum ersten Mal erwähnt – indirekt als Sitz eines Niederadligen. Die Siedlung muss somit schon lange vor 1242 gegründet worden sein. Man geht heute davon aus, dass die Ursprünge im 10. oder 11. Jahrhundert zu suchen sind.
Am 1. Januar 1977 wurde die bis dahin eigenständige Gemeinde im Zuge der hessischen Gebietsreform ein Teil des Stadtbezirks Wettenberg der neugegründeten Stadt Lahn. Bei ihrer Auflösung wurde Wettenberg am 1. August 1979 zur eigenständigen Gemeinde im Landkreis Gießen.
1992 feierte Launsbach mit einem großen Fest sein 750-jähriges Jubiläum. Im Zuge dieses Ereignisses wurde in den 90er-Jahren auch der Ortskern Launsbachs rund um die historische Kirche erneuert.

### Historische Namensformen
In erhaltenen Urkunden wurde Launsbach unter den folgenden Ortsnamen erwähnt (in Klammern das Jahr der Erwähnung):
- Luinspach, de (1242) [Urkundenbuch der Stadt Wetzlar 1, S. 11 Nr. 35 mit Nachträgen in Urkundenbuch der Stadt Wetzlar 2, S. 9 Nr. 18]
- Lunsbach (1263)
- Lunesbach (1265)
- Lunysbach (1266)
- Luonisbach (1271)
- Lunisbach (1280)
- Lonspach (1289) [zu den Belegen s. Kaminsky, Hans Heinrich: Die Ersterwähnung von Wettenberg-Launsbach im Jahre 1242, in: Launsbach an der Lahn, S. 5–6]
- Lonspach, zů (14. Jh.)
- Lansbach, zcu (1383)

### Verwaltungsgeschichte im Überblick
Die folgende Liste zeigt die Staaten und Verwaltungseinheiten, denen Launsbach angehört(e):
- vor 1787: Heiliges Römisches Reich, Grafschaft Nassau-Weilburg, Amt Gleiberg
- ab 1787: Heiliges Römisches Reich, Fürstentum Nassau-Weilburg, Oberamt Atzbach, Amt Gleiberg
- ab 1806: Herzogtum Nassau,[Anm. 2] Herzogtum Nassau, Amt Gleiberg
- ab 1816: Königreich Preußen, Provinz Großherzogtum Niederrhein, Regierungsbezirk Koblenz, Kreis Wetzlar[Anm. 3]
- ab 1822: Königreich Preußen, Rheinprovinz, Regierungsbezirk Koblenz, Kreis Wetzlar[Anm. 4]
- ab 1867: Norddeutscher Bund[Anm. 5] Königreich Preußen, Rheinprovinz, Regierungsbezirk Koblenz, Kreis Wetzlar
- ab 1871: Deutsches Reich, Königreich Preußen, Rheinprovinz, Regierungsbezirk Koblenz, Kreis Wetzlar
- ab 1918: Deutsches Reich (Weimarer Republik), Freistaat Preußen, Rheinprovinz, Regierungsbezirk Koblenz, Kreis Wetzlar
- ab 1932: Deutsches Reich, Freistaat Preußen, Provinz Hessen-Nassau, Regierungsbezirk Wiesbaden, Kreis Wetzlar
- ab 1944: Deutsches Reich, Freistaat Preußen, Provinz Nassau, Kreis Wetzlar
- ab 1945: Amerikanische Besatzungszone,[Anm. 6] Groß-Hessen, Regierungsbezirk Wiesbaden, Kreis Wetzlar
- ab 1949: Bundesrepublik Deutschland, Land Hessen, Regierungsbezirk Wiesbaden, Kreis Wetzlar
- ab 1968: Bundesrepublik Deutschland, Land Hessen, Regierungsbezirk Darmstadt, Kreis Wetzlar
- ab 1977: Bundesrepublik Deutschland, Land Hessen, Regierungsbezirk Darmstadt, Stadt Lahn[Anm. 7]
- ab 1979: Bundesrepublik Deutschland, Land Hessen, Regierungsbezirk Darmstadt, Landkreis Gießen, Gemeinde Wettenberg[Anm. 8]
- ab 1981: Bundesrepublik Deutschland, Land Hessen, Regierungsbezirk Gießen, Landkreis Gießen, Gemeinde Wettenberg

### Einwohnerentwicklung
Quelle: Historisches Ortslexikon
| • 1834: | 70 Häuser |

| Launsbach: Einwohnerzahlen von 1745 bis 2015 | Launsbach: Einwohnerzahlen von 1745 bis 2015 | Launsbach: Einwohnerzahlen von 1745 bis 2015 | Launsbach: Einwohnerzahlen von 1745 bis 2015 | Launsbach: Einwohnerzahlen von 1745 bis 2015 |
| --- | -------------------------------------------- | -------------------------------------------- | -------------------------------------------- | -------------------------------------------- |
| Jahr |                                              |                                              |                                              | Einwohner                                    |
| 1745 | 1745                                         |                                              | 288                                          | 288                                          |
| 1834 | 1834                                         |                                              | 359                                          | 359                                          |
| 1840 | 1840                                         |                                              | 403                                          | 403                                          |
| 1846 | 1846                                         |                                              | 423                                          | 423                                          |
| 1852 | 1852                                         |                                              | 426                                          | 426                                          |
| 1858 | 1858                                         |                                              | 440                                          | 440                                          |
| 1864 | 1864                                         |                                              | 491                                          | 491                                          |
| 1871 | 1871                                         |                                              | 506                                          | 506                                          |
| 1875 | 1875                                         |                                              | 500                                          | 500                                          |
| 1885 | 1885                                         |                                              | 555                                          | 555                                          |
| 1895 | 1895                                         |                                              | 603                                          | 603                                          |
| 1905 | 1905                                         |                                              | 672                                          | 672                                          |
| 1910 | 1910                                         |                                              | 730                                          | 730                                          |
| 1925 | 1925                                         |                                              | 797                                          | 797                                          |
| 1939 | 1939                                         |                                              | 879                                          | 879                                          |
| 1946 | 1946                                         |                                              | 1.160                                        | 1.160                                        |
| 1950 | 1950                                         |                                              | 1.260                                        | 1.260                                        |
| 1956 | 1956                                         |                                              | 1.395                                        | 1.395                                        |
| 1961 | 1961                                         |                                              | 1.429                                        | 1.429                                        |
| 1967 | 1967                                         |                                              | 1.631                                        | 1.631                                        |
| 1970 | 1970                                         |                                              | 1.776                                        | 1.776                                        |
| 1987 | 1987                                         |                                              | 2.025                                        | 2.025                                        |
| 2013 | 2013                                         |                                              | 2.242                                        | 2.242                                        |
| 2015 | 2015                                         |                                              | 2.278                                        | 2.278                                        |
| Datenquelle: Historisches Gemeindeverzeichnis für Hessen: Die Bevölkerung der Gemeinden 1834 bis 1967. Wiesbaden: Hessisches Statistisches Landesamt, 1968. Weitere Quellen: |                                              |                                              |                                              |                                              |

### Religionszugehörigkeit
Quelle: Historisches Ortslexikon
| • 1834: | 359 evangelische Einwohner                                           |
| • 1961: | 1092 evangelische (= 76,42 %), 293 katholische (= 20,50 %) Einwohner |

## Kultur und Sehenswürdigkeiten

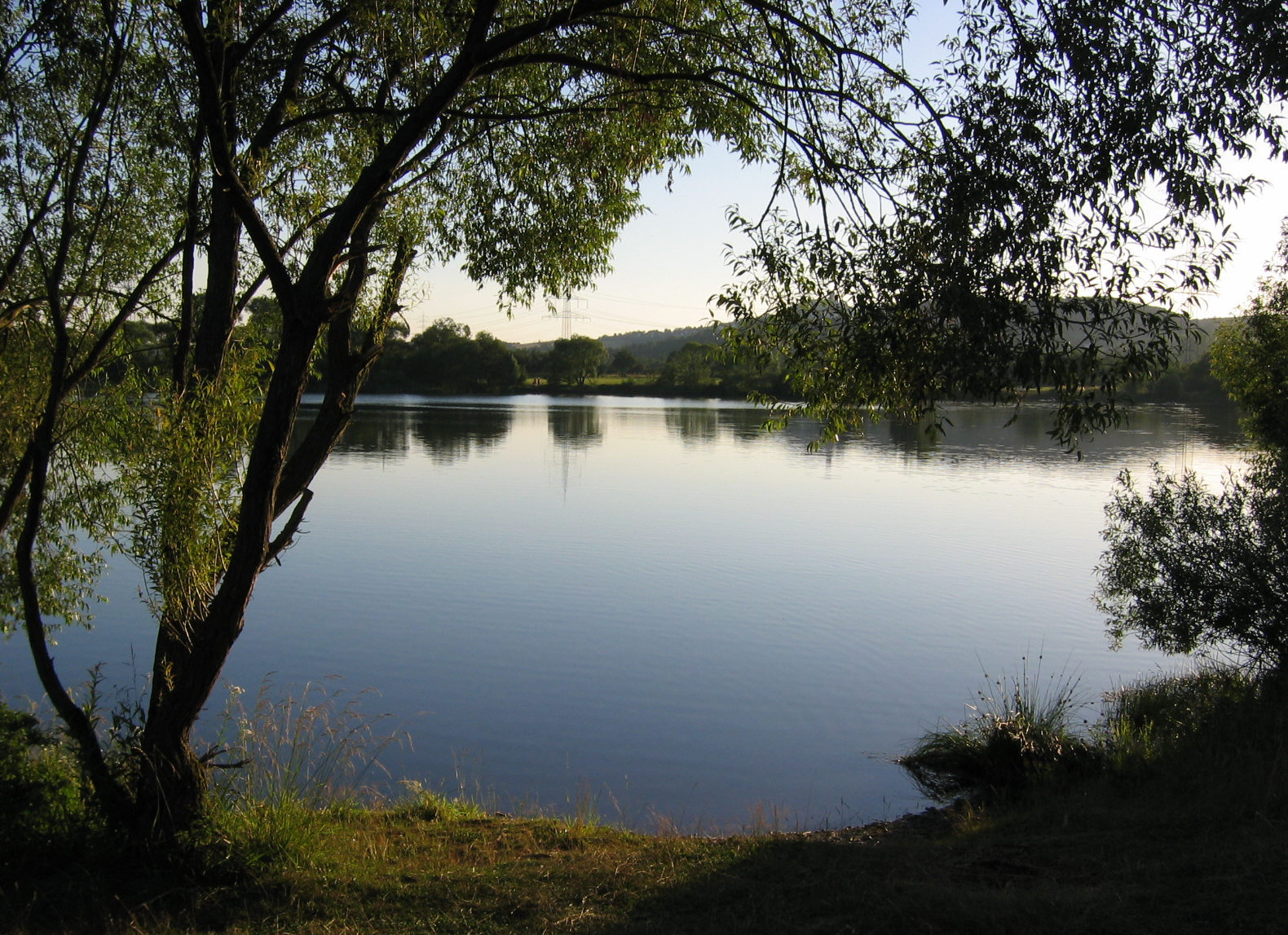
Launsbacher Seen

### Bauwerke
- Heimatstube, ein Heimatmuseum im ehem. Backhaus[8]
- Belzgass, ein nach Rücksprache zu besichtigender Bauernhof mit Nutztierhaltung mitten im Dorf (Kirchstraße 10)[9]
- Evangelische Kirche (Launsbach)

### Naturräume
- Unweit von Launsbach entfernt liegen die Launsbacher Seen, welche im Sommer ein beliebtes Badeziel sind. Diese sind durch Kiesabbau im Lahntal entstanden und haben neben der Erholungsfunktion Bedeutung als Brut- und Rastgewässer verschiedener Vogelarten.

## Wirtschaft und Infrastruktur
Launsbach hat ein eigenes Gewerbegebiet, in dem ein Autohaus, sowie mehrere mittelständische Unternehmen und einige Handwerks- und Dienstleistungsfirmen ansässig sind. Aufgrund der Nähe zur Autobahn (unter fünf Minuten) besitzen diese Betriebe eine sehr gute Verkehrsanbindung.
Weitere Unternehmen haben seit einigen Jahren zusätzlich die Möglichkeit, sich in einem Gewerbepark der Gemeinde Wettenberg anzusiedeln. Die Gewerbeflächen befinden sich unmittelbar vor dem Ortseingang Launsbach.
Im Ortszentrum von Launsbach, das in den 1990er Jahren gebaut wurde, befand sich eine Filiale der Volksbank Mittelhessen. Heute findet man dort nur noch einen Geldautomaten. Bis 2016 war dort auch eine Filiale der Sparkasse Wetzlar ansässig. Man findet dort außerdem eine Bäckerei, eine Kindertagesstätte, sowie eine Zweigstelle der Gemeindeverwaltung Wettenberg. Innerhalb Launsbachs gibt es zudem einen kleinen Supermarkt, einen Arzt, einen Zahnarzt und auch einen Tierarzt.